# Ворошиловский стрелок (фильм)
«Вороши́ловский стрело́к» — российский художественный фильм режиссёра Станислава Говорухина по мотивам книги писателя Виктора Пронина «Женщина по средам» (1995). Премьера состоялась 7 ноября 1999 года на телеканале «НТВ-Плюс Наше кино».

## Сюжет
Ветеран Великой Отечественной войны, кавалер орденов, бывший железнодорожник, а ныне пенсионер Иван Фёдорович Афонин живёт c внучкой Катей, студенткой музыкального училища. Один из его соседей — молодой бизнесмен, «новый русский», Борис Чуханов, у которого часто собираются два приятеля — Вадим Пашутин (одноклассник Кати и сын полковника милиции Николая Петровича Пашутина) и Игорь Зворыгин (студент, изучающий структурную лингвистику). У этой троицы есть традиция каждую среду отмечать «женский день», приглашая проституток. В среду, 30 июня, пригласить никого не удалось. Обсуждая это, парни замечают возвращавшуюся домой Катю. Игорь и Вадим заманивают её в квартиру Бориса, сочинив легенду, что у того якобы день рождения, но его никто не поздравил. Там они спаивают девушку шампанским, смешанным с текилой, а когда она собирается уйти, загоняют в спальню, где срывают с неё одежду и насилуют.
После совершённого преступления Вадим, пытавшийся поначалу отговорить своих приятелей, предлагает разбежаться, но Борис, узнав, что Катя живёт с дедом-пенсионером, считает, что бояться нечего. Тем временем Игорь в качестве «извинения» кладёт в сумочку Кати 50 долларов, но девушка выбрасывает деньги на улице.
Увидев вернувшуюся заплаканную внучку в слезах, и заметив кровавый синяк на её ноге, Афонин, поняв, что случилось, приходит в ярость, хватает кухонный топор и идёт разбираться с насильниками. По пути его останавливает сосед — участковый уполномоченный милиции Алексей Подберёзкин, нянчивший Катю в детстве, и, узнав о произошедшем, отправляет старика домой, а сам вызывает опергруппу. Прибывший отряд во главе с капитаном Кошаевым врывается в квартиру, где опытный офицер разгоняет насильников по разным комнатам и выбивает признание, однако в последний момент дело разваливается, так как приезжает отец Вадима, полковник милиции Николай Петрович Пашутин, и подключает свои связи. Катя и её дед терпят издевательства и оскорбления со стороны следователя и прокурора. Не желая мириться с этим, Афонин отправляется к племяннику-банкиру и продаёт ему за 5000 долларов дом в деревне, в котором родился сам Иван Фёдорович. Полковник Пашутин приносит Кате конверт с деньгами, но вернувшийся Афонин швыряет его полковнику в лицо.
Соседка Афониных, Марья Гавриловна Артёмова, уезжает в деревню на три недели и оставляет Кате ключи для присмотра за квартирой. Афонин в квартире замечает, что её окна расположены напротив окон квартиры Бориса. Афонин отправляется в Москву и нелегально приобретает снайперскую винтовку Драгунова с глушителем. Проверяя оружие, пенсионер демонстрирует замечательную меткость, за что продавцы называют его «ворошиловским стрелком».
Дома Афонин встречает приехавшую в гости мать Кати, свою дочь Ольгу Ивановну Афонину. Она приехала затем, чтобы попросить у отца деньги от продажи дома на свои цели. Афонин отказывает, а услышав, что Ольга готова попросить денег у полковника Пашутина, выгоняет её вместе с очередным мужем. Той же ночью старик тайком переносит купленную им винтовку в квартиру уехавшей соседки.
В среду, 28 июля, троица собирается в квартире Бориса. Афонин занимает позицию в квартире Артёмовой и стреляет из винтовки в бутылку шампанского, которую держит между ног Игорь. Тот получает тяжёлое ранение в паховую область. Прибывший полковник Пашутин сообщает, что Зворыгин стал кастратом, и начинает допрашивать сына и Бориса, но те не могут ничего пояснить. Позже Пашутин-старший сообщает сыну, что экспертиза обнаружила фрагменты пули в ране Игоря. Он опять пытается вести допрос сына, тот в ответ грубит, и тогда полковник, схватив папку со стола, швыряет её в Вадима.
Наступает очередная среда. Афонин замечает Бориса Чуханова на новом автомобиле «BMW E34». Он снова идёт в квартиру Артёмовой и стреляет зажигательным патроном в бензобак иномарки в тот момент, когда в ней находился Борис. Взрыв выбрасывает Бориса, охваченного пламенем, из машины. Он получает сильные ожоги, причём сильнее всего — паховой области, и орёт от невыносимой боли. Вечером того же дня полковник, обнаружив при тщательном осмотре сгоревшей машины Бориса пулевое отверстие в бензобаке, заявляет сыну, что он следующий. Вадим начинает понимать, что есть такое возмездие, от которого даже влиятельный отец не может спасти.
Ведя следствие, полковник выясняет, что Афонин недавно продал дом за 5000 долларов. Решив провести обыск в его квартире, он, роясь в помойном ведре, находит листок календаря, помеченный крестиком — тот день, когда произошёл взрыв машины Бориса.
За своими ключами приходит Артёмова. Все отправляются к ней, однако винтовки на месте не находят, что немало удивляет самого Афонина. Пашутин начинает давить на Афонина, если с Вадимом что-нибудь случится. В ответ Афонин отвечает: «Поздно спохватился. Уже случилось». Пашутин забывая обо всём, спешит домой и стучится в запертую квартиру. Он стреляет из пистолета в замок, но через дверь раздаётся ответный выстрел, и Пашутин получает ранение в живот. Его подчинённые врываются в квартиру и обнаруживают Вадима с охотничьим ружьём, спрятавшегося за холодильником. Оперативник вызывает скорую для полковника, а Вадима, который в этот момент истерично хохочет, отправляет в сумасшедший дом.
Возвращаясь вечером домой, Афонин узнаёт, что это участковый Алексей Подберёзкин вовремя забрал из квартиры и тайком спрятал винтовку у себя в сарае. Участковый неофициально конфискует винтовку и отпускает Афонина. Афонин благодарит участкового и уходит домой. В соседней комнате Катя в первый раз после нападения на неё берёт в руки гитару и поёт песню «Одинокая гармонь».

## В ролях
| Актёр                  | Роль                                                                                         |
| ---------------------- | -------------------------------------------------------------------------------------------- |
| Михаил Ульянов         | Иван Фёдорович Афонин, бывший железнодорожник, ветеран Великой Отечественной войны           |
| Анна Синякина          | внучка Ивана Фёдоровича, дочь Ольги, одноклассница Вадима Екатерина Сергеевна (Катя) Афонина |
| Александр Пороховщиков | полковник милиции, отец Вадима, Николай Петрович Пашутин                                     |
| Владислав Галкин       | местный участковый, старший лейтенант милиции, Алексей Подберёзкин                           |
| Ирина Розанова         | мать Кати, дочь Ивана Фёдоровича, Ольга Ивановна Афонина                                     |
| Илья Древнов           | Вадим Николаевич Пашутин, одноклассник Кати, насильник                                       |
| Алексей Макаров        | Борис Чуханов, насильник                                                                     |
| Марат Башаров          | Игорь Зворыгин, студент, насильник                                                           |
| Сергей Гармаш          | капитан милиции Кошаев                                                                       |
| Карен Мурадян          | сожитель и коллега Ольги Афониной Давид («Додик»)                                            |
| Сергей Апрельский      | нелегальный торговец оружием № 1                                                             |
| Алексей Шевченков      | нелегальный торговец оружием № 2 Шура                                                        |
| Олег Комаров           | продавец оружия на рынке                                                                     |
| Вячеслав Голоднов      | доминошник Вячеслав (Слава «Скарлатина») (озвучивание: Александр Рыжков)                     |
| Георгий Мартиросьян    | прокурор                                                                                     |
| Владимир Семаго        | следователь Шевелёв                                                                          |
| Владимир Романовский   | доминошник                                                                                   |
| Михаил Пахоменко       | доминошник                                                                                   |
| Виталий Логвиновский   | доминошник                                                                                   |

## Съёмочная группа
- Автор сценария: Станислав Говорухин, Александр Бородянский, Юрий Поляков
- Режиссёр: Станислав Говорухин
- Оператор: Геннадий Энгстрем
- Композитор: Владимир Дашкевич

## Съёмки
Двор и квартиры в фильме снимались в Калуге по адресу: Окружная улица, дом № 4, несколько сцен в Москве (приезд Афонина за оружием), причём, в отличие от большинства фильмов, для «Ворошиловского стрелка» не делалось специальных декораций, а съёмки проходили в реальных квартирах и подъездах того же двора, где и происходит действие.
Анна Синякина (её на роль из двух претенденток вместе с Юлией Началовой выбрал Михаил Ульянов) вспоминала, что во время съёмок сцены изнасилования Илья Древнов, Алексей Макаров и Марат Башаров, сыгравшие насильников, испытывали гораздо больший дискомфорт, чем она — стоило Говорухину отвлечься, как все трое расслаблялись, выходили из образов и забывали свои реплики. Из-за того, что на момент съёмок актриса была несовершеннолетней, в откровенных сценах снималась взрослая дублёрша. Сцена снималась самой первой, но снималась не в хронологическом порядке — сначала были отсняты кадры с Башаровым, потом с Макаровым. Древнов так и не смог настроиться и в итоге чуть было не отказался от съёмок. В итоге в сцене, где Вадим насилует Катю, он лежал, не шевелясь, а две ассистентки дёргали его за ноги.
Михаил Ульянов, Сергей Гармаш и Георгий Мартиросьян в то же самое время снимались в телесериале Д. Д. Д. Досье детектива Дубровского, где Ульянов в противовес главному герою этого фильма, тихому пенсионеру, сыграл роль главного злодея и серого кардинала.

## Оценки и мнения
Несмотря на популярность, фильм подвергся жёсткой критике за романтизацию мести и самосуда. Прозвище «Ворошиловский стрелок» стало часто употребляться в отношении людей, совершивших самосуд (особенно резонансным стало дело Александра Тарана). В 2007 году в Брянске был осуждён пенсионер, который расстрелял двух человек, избивших его. По собственному признанию, на убийство его вдохновил фильм «Ворошиловский стрелок».
«Российская газета»:
Страшно то, что образ «ворошиловского стрелка» находит одобрение. Возможно, мысль о самосуде возникает как ответная реакция на устойчивое убеждение, что справедливого суда не дождёшься, что преступники откупятся от милиции, что богатые всегда уйдут от уголовной статьи. Так нередко люди становятся палачами — и себе, и окружающим.
Картина вошла в список журнала «Афиша» «100 главных русских фильмов 1992—2013».
Антон Крылов в 2018 году писал: «Это диагноз 90-м годам и фактически апология самосуда на фоне полной импотенции и капитуляции перед криминалом государственной машины. По сути, это был ремейк „Так жить нельзя“, только в виде художественного, а не документального фильма».
Отдельное внимание привлекла к себе специальность одного из отрицательных героев фильма, студента Игоря Зворыгина — структурная лингвистика. На это обратил внимание один из основоположников университетского изучения структурной лингвистики Владимир Успенский, расценивший это упоминание в фильме как проявление общего непонимания посторонними людьми смысла и назначения данной научной дисциплины. Однако, по мнению филолога Бориса Орехова, Станислав Говорухин наградил своего персонажа этой специальностью в качестве личного выпада против кинорежиссёра Павла Лунгина, который окончил именно отделение структурной и прикладной лингвистики МГУ.

## Фестивали и награды
Мой лучший фильм — «Ворошиловский стрелок». Я сам представитель власти, но и я оправдываю старика, решившегося на месть. Это даже не месть, а возмездие, которое должно было совершить государство. Если возмездие не настигает преступников, люди начинают жить по законам джунглей.
- 1999 — МКФ «Восток—Запад» в Баку — Приз «Самый мужественный образ» (Михаил Ульянов).
- 1999 — МКФ «Лістапад» в Минске — Гран-при «Золото „Лістапада“» (Станислав Говорухин).
- 1999 — ОРКФ «Кинотавр» в Сочи — Специальное упоминание жюри за актёрскую работу (Сергей Гармаш).
- 1999 — ОРКФ «Кинотавр» в Сочи — Приз Президентского совета фестиваля (Станислав Говорухин).
- 1999 — ОРКФ «Кинотавр» в Сочи — Приз за лучшую мужскую роль (Михаил Ульянов).
- 1999 — Премия «Золотой Овен» — За лучшую мужскую роль (Михаил Ульянов).
- 1999 — Премия «Ника» — За лучшую мужскую роль (Михаил Ульянов).
- 2000 — МКФ в Берлине — Участие в Программе «Panorama» (Станислав Говорухин).
- 2000 — РКФ «Литература и кино» в Гатчине — Приз за актёрскую работу (Сергей Гармаш).
- 2000 — РКФ «Литература и кино» в Гатчине — Специальный приз жюри (Станислав Говорухин).
- 2000 — РКФ «Литература и кино» в Гатчине — Приз за лучший женский дебют (Анна Синякина)[14].